# Laurin & Klement – Škoda 150
Laurin & Klement 150 (ke konci výroby Laurin & Klement — Škoda 150 nebo jen Škoda 150) byl automobil vyráběný československou automobilkou Laurin & Klement od roku 1923 do roku 1926. Byl odvozen od typu 105, ale měl motor s rozvodem Knight.
Motor byl vodou chlazený řadový čtyřválec s rozvodem Knight a s objemem 1460 cm³. Měl výkon 15 kW (20 koní) a maximální rychlost 85 km/h.
Celkem bylo vyrobeno 52 kusů.